# Страдање старчевачких Немаца и колаборациониста
Страдање старчевачких Немаца и колаборациониста односи се на страдање првенствено Немаца, потом Хрвата и осталих колаборациониста са подручја Старчева и околине у периоду од 1941. до 1945. године.
У јесен 1944. године, након ослобођења Панчева од нацистичких власти, почињени су бројни злочини над немачким цивилним становништвом. Одређени број њих је пресељен у логоре, а многи су ликвидирани. У јесен 1944. године парох римокатоличког храма Св. Мауриција, Франц Вернер, одведен је у логор. Почеле су и пљачке немачких кућа од стране нових власти. 
Прво стрељање након ослобођења извршено је у парку у центру Старчева, око 18. октобра 1944. године, када је убијено 7 Немаца. Неколико дана касније, у Штимчеву кафану одведено је 80 мушкараца, од 14 до 68 година, Немаца и Хрвата који су били ожењени Немицама или су се замерили комунистима. Ту су их партизани злостављали и тукли, а потом су везани су жицама и голи превезени пред зору 22. октобра у стару циглану у Риту. Затим су стрељани и закопани у јаму близу старе циглане. То је било прво масовно стрељање. Јохан Ван, Немац пореклом из Старчева, у сведочењу објављеном у листу „Данас“ каже да је један од извршилаца стрељања био извесни Кљукало, а истражитељ који је одлучивао о животу или смрти ухапшеног био је Лазар Живуљ.
До краја 1944. године убијено је преко стотину старчевачких цивила, углавном Немаца. По последњем попису становништва пре рата, у Старчеву је било око 900 Немаца, а већ 1948. године њихов број је смањен на мање од 200. На списку послератних немачких цивилних жртава, Totenbuch Der Donauschnjaben (Књига мртвих дунавских Немаца), налазе се све жртве из целе бивше Југославије. Следећи списак се односи на старчевачке преминуле.
У регистру жртава наводи се око 300 Старчеваца који су стрељани, убијени у логорима или нестали у овом периоду.